# 尾叶槐
尾叶槐（学名：Sophora benthamii）为豆科槐属下的一个种。

## 扩展阅读
- 維基物種上的相關：尾叶槐